# Eparchie kirovohradská
Eparchie Kirovohrad je eparchie ukrajinské pravoslavné církve Moskevského patriarchátu.

## Území a titul biskupa
Zahrnuje správní hranice území Blahoviščenského, Hajvoronského, Holovanivského, Dobrovelyčkivského, Kropyvnyckého, Malovyského, Novoarchanhelského, Novomyrhorodského, Novoukrajinského a Vilšanského rajónu Kirovohradské oblasti.
Eparchiálnímu biskupovi náleží titul biskup kirovohradský a novomyrhorodský.

## Historie
Roku 1880 byl zřízen jelizavethradský vikariát chersonské eparchie. Vikariát zanikl v 30. letech 20. století.
V lednu 1947 byla zřízena samostatná kirovohradská eparchie. V letech 1949–1950 byla eparchie zrušena a přeměněna na vikariát. Dne 17. března 1950 byla eparchie obnovena.

## Seznam biskupů

### Jelizavethradský vikariát chersonské eparchie
- 1880–1883 Neofit (Něvodčikov)
- 1884–1891 Memnon (Višněvskij)
- 1891–1894 Akakij (Zaklinskij)
- 1895–1895 Ioann (Kratirov)
- 1895–1903 Tichon (Moroškin)
- 1903–1903 Memnon (Višněvskij)
- 1903–1905 Feodosij (Oltarževskyj)
- 1905–1905 Olexij (Dorodnicyn)
- 1905–1906 Chrisanf (Ščetkovskij)
- 1906–1914 Anatolij (Kamenskij) svatořečený mučedník
- 1914–1917 Prokopij (Titov) svatořečený mučedník
- 1917–1921 Alexij (Baženov)
- 1921–1923 Pavel (Kolosov)
- 1923–1929 Onufrij (Gagaljuk) svatořečený mučedník

### Zynovjevský vikariát oděské eparchie
- 1930–1931 Porfyrij (Hulevyč) svatořečený mučedník

### Kirovohradský vikariát oděské eparchie
- 1944–1946 Sergij (Larin)

### Eparchie kirovohradská
- 1946–1947 Michail (Rubinskij)
- 1947–1949 Feodosij (Kovernynskyj)

### Kirovohradský vikariát chersonské eparchie
- 1949–1950 Jevstratij (Podolskyj)

### Eparchie kirovohradská
- 1950–1951 Jevstratij (Podolskyj)
- 1951–1953 Ilarion (Prochorov)
- 1953–1958 Innokentij (Leoferov)
- 1959–1962 Nestor (Anisimov)
- 1962–1965 Ignatij (Demčenko)
- 1965–1977 Bogolep (Ancuch)
- 1977–1989 Sevastian (Pylypčuk)
- 1989–1998 Vasylij (Vasylcev)
- 1998–2011 Pantelejmon (Romanovskyj)
- 2011–2022 Ioasaf (Hubeň)
- od 2022 Mykolaj (Počtovyj)